# Переорськ
Переорськ (або Перевірськ, Преорськ, Приорськ, Пшеорськ, пол. Przeorsk) — село в Польщі, у гміні Томашів Томашівського повіту Люблінського воєводства. Населення — 465 осіб (2011).

## Історія
1531 року вперше згадується православна церква в селі.
У липні-серпні 1938 року польська влада в рамках великої акції руйнування українських храмів на Холмщині і Підляшші знищила місцеву українську православну церкву.
За німецької окупації 1939—1944 років у селі діяла українська школа. У 1943 році в селі проживало 615 українців і 199 поляків.
У 1975—1998 роках село належало до Замойського воєводства.

## Населення
Демографічна структура станом на 31 березня 2011 року:
|          | Загалом | Допрацездатний вік | Працездатний вік | Постпрацездатний вік |
| -------- | ------- | ------------------ | ---------------- | -------------------- |
| Чоловіки | 240     | 57                 | 152              | 31                   |
| Жінки    | 225     | 52                 | 121              | 52                   |
| Разом    | 465     | 109                | 273              | 83                   |